# Race of Champions 1974
La Race of Champions 1974 (IX Simoniz Daily Mail Race of Champions) fu una gara di Formula 1, non valida per il campionato del mondo che si disputò domenica 17 marzo 1974 sul Circuito di Brands Hatch. Alla gara parteciparono anche vetture di Formula 5000.
La gara venne vinta dal belga Jacky Ickx su Lotus-Ford Cosworth; per il vincitore si trattò del terzo, e ultimo, successo, in una gara di F1, non valida quale prova del campionato mondiale. Ha preceduto sul traguardo  il pilota austriaco Niki Lauda su Ferrari, e il pilota brasiliano Emerson Fittipaldi su McLaren-Ford Cosworth.

## Vigilia

### Aspetti tecnici
La Lotus, dopo aver provato le nuove 74 in Spagna, decise di spedirle in Sud Africa per il gran premio del 30 marzo. Il team impiegò allora la vecchia 72, nella versione R5 comunque modificata da un nuovo profilo aerodinamico posteriore a forma di banana e un nuovo serbatoio dell'olio, ampio e piatto, a cavallo del cambio e comprendente un serbatoio principale e uno di riserva.
Le McLaren di Hulme e Fittipaldi presentavano un passo più lungo, con un grande distanziale tra il motore e il cambio, e mentre la vettura affidata a Hailwood aveva un passo medio, con un distanziale di metà lunghezza. Tutti e tre sfoggiavano i nuovi cappucci del naso "winkle-picker" al posto dei soliti naselli a scalpello, e avevano migliori alette e supporti posteriori.
La Hesketh Racing presentò, per la prima volta, una propria vettura, cessando così l'utilizzo di vetture della March, come era accaduto fino a quel momento. La vettura, la 308, non risultava rivoluzionaria, ma presentava alcune interessanti soluzioni come una spina incorporata nella parte sinistra dell'ureocavo per collegare una batteria al motorino di avviamento, insieme a una leva di montaggio, a strappo, per la messa a terra dell'intero sistema elettrico e il fissaggio del volante con una singola vite centrale a brugola, con due perni sul capo della colonna per il posizionamento.

### Aspetti sportivi
La gara si posizionò nel calendario di Formula 1 dopo le due tradizionali gare d'apertura, corse in Sudamerica a gennaio, e il Gran Premio del Presidente Medici, altra gara non valida per il mondiale. Fu la prima gara di F1 perciò tenuta in Europa nel 1974.
Alla gara presero parte, oltre alle vetture di F1, anche diverse vetture di Formula 5000, partecipanti al campionato britannico. Queste disputarono, al sabato pomeriggio precedente la gara, la loro prima prova di campionato.

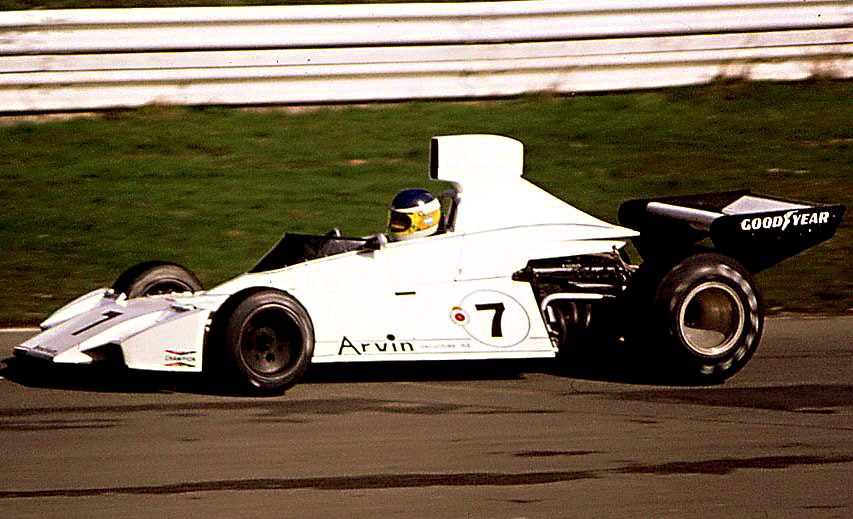
Carlos Reutemann impegnato nella gara di Brands Hatch al volante di una Brabham

A contorno della manifestazione vennero disputate gare con vetture di Formula Ford, Formula Atlantic e le berline del Gruppo 1, oltre che una gara riservata a sportivi, estranei al motorsport, con vetture della Formula Ford Mexico.

## Piloti e team
Parteciparono alla gara i principali team impegnati nel mondiale di F1, ad eccezione della Tyrrell. Vi fu il rientro di Rikky von Opel all'Ensign, dopo che il pilota aveva deciso di non partecipare alle prime due gare della stagione, oltre che al Gran Premio del Presidente Medici. Vi fu l'esordio assoluto in F1 per la scuderia britannica Lyncar, guidata da John Nicholson. Non partecipò invece all'evento Chris Amon, che aveva danneggiato la sua vettura il giorno prima delle qualifiche, in prove private sul circuito di Goodwood. Il campo dei partenti venne completato da 16 vetture di Formula 5000, con cui corsero anche piloti con esperienza in gare iridate, quali Peter Gethin, Vern Schuppan e Brian Redman. Tra i piloti impegnati con queste vetture ci fu anche una donna, Lella Lombardi.
I seguenti piloti e costruttori vennero iscritti alla gara:
| Team                                 | Telaio                     | Gomme | Nr.             | Pilota             |
| ------------------------------------ | -------------------------- | ----- | --------------- | ------------------ |
| John Player Team Lotus               | Lotus 72E-Ford Cosworth    | G     | 2               | Jacky Ickx         |
| Marlboro Team Texaco                 | McLaren M23-Ford Cosworth  | G     | 5               | Emerson Fittipaldi |
| Marlboro Team Texaco                 | McLaren M23-Ford Cosworth  | G     | 6               | Denny Hulme        |
| Motor Racing Developments Ltd        | Brabham BT44-Ford Cosworth | G     | 7               | Carlos Reutemann   |
| Motor Racing Developments Ltd        | Brabham BT42-Ford Cosworth | G     | 8               | Richard Robarts    |
| Scuderia Ferrari SEFAC SpA           | Ferrari 312 B3-74          | G     | 11              | Clay Regazzoni     |
| Scuderia Ferrari SEFAC SpA           | Ferrari 312 B3-74          | G     | 12              | Niki Lauda         |
| Team Motul BRM                       | BRM P160E                  | F     | 15              | Henri Pescarolo    |
| UOP Shadow Racing Team               | Shadow DN3-Ford Cosworth   | G     | 16              | Peter Revson       |
| UOP Shadow Racing Team               | Shadow DN3-Ford Cosworth   | G     | 17              | Jean-Pierre Jarier |
| Team Surtees                         | Surtees TS16-Ford Cosworth | F     | 19              | Jochen Mass        |
| Team Ensign                          | Ensign N174-Ford Cosworth  |       | 22              | Rikky von Opel     |
| Hesketh Racing                       | Hesketh 308-Ford Cosworth  | F     | 24              | James Hunt         |
| Embassy Hill Racing Team             | Lola T370-Ford Cosworth    |       | 26              | Graham Hill        |
| Lyncar Engineering                   | Lyncar-Ford Cosworth       |       | 29              | John Nicholson     |
| Yardley Team McLaren                 | McLaren M23-Ford Cosworth  |       | 33              | Mike Hailwood      |
| Racing Team VDS                      | Chevron B28-Chevrolet †    |       | 51              | Teddy Pilette      |
| Racing Team VDS                      | Chevron B28-Chevrolet †    | 52    | Peter Gethin    |                    |
| Ian Ward Racing                      | Trojan T102-Chevrolet †    |       | 53              | Keith Holland      |
| Ian Ward Racing                      | McLaren M14A-Chevrolet †   | 54    | Allan Kayes     |                    |
| McKechnie Racing Organisation        | Lola T332-Chevrolet †      |       | 55              | Bob Evans          |
| Embassy Racing with John Butterworth | Lola T332-Chevrolet †      |       | 56              | Guy Edwards        |
| Anglo-American Racing Team           | Chevron B24-Chevrolet †    |       | 58              | Tony Dean          |
| Anglo-American Racing Team           | McLaren M19C-Chevrolet †   | 59    | Brian Robertson |                    |
| A. W. Brown Racing                   | Lola T330-Chevrolet †      |       | 60              | Damien Magee       |
| Patrick Summer                       | Trojan T101-Chevrolet †    |       | 61              | Patrick Summer     |
| ShellSPORT Luxembourg                | Lola T330-Chevrolet †      |       | 62              | Ian Ashley         |
| ShellSPORT Luxembourg                | Lola T330-Chevrolet †      | 208   | Lella Lombardi  |                    |
| Dempster International Racing Team   | March 74A-Chevrolet †      |       | 64              | Mike Wilds         |
| Sid Taylor Racing                    | Trojan T101-Chevrolet †    |       | 65              | Vern Schuppan      |
| Sid Taylor Racing                    | Lola T332-Chevrolet †      | 66    | Brian Redman    |                    |
| Clive Santo                          | March 74A-Chevrolet †      |       | 69              | Clive Santo        |
| Servis Domestic Appliances           | Chevron B24-Chevrolet †    |       | 74              | Steve Thompson     |

## Qualifiche

### Resoconto
La sessione del venerdì si effettuò su pista umida, ma ciò non impedì ai piloti di ottenere tempi interessanti. Peter Revson con 1'33"5 fu a lungo in testa alla classifica dei tempi, prima di essere battuto da Niki Lauda, in 1'32"0, che gli valse un premio di 100 bottiglie di champagne. Sempre nella parte finale di sessione Richard Robarts tamponò la vettura di Jochen Mass, le due automobili uscirono dalla pista, subendo così dei danni.
Al sabato la situazione meteorologica migliorò. Con pista asciutta i piloti furono capaci di migliorare sensibilmente i tempi del venerdì. James Hunt e le due Ferrari furono capaci di battere il tempo di 1'23"0, che aveva valso la pole position nell'edizione del 1973, ma non riuscirono a scendere sotto il 1'20"8, record della pista, fatto segnare da Emerson Fittipaldi nella Victory Race del 1972. Hunt, con la sua Hesketh all'esordio assoluto, colse la partenza al palo, davanti a Clay Regazzoni e Niki Lauda.
Le vetture di F5000, che disputarono la loro gara al sabato pomeriggio, parteciparono alle qualifiche solo del venerdì, tenute con pista umida.

### Risultati
Nella sessione di qualifica si è avuta questa situazione: 
| Pos | Nº  | Pilota             | Costruttore           | Tempo       | Griglia |
| --- | --- | ------------------ | --------------------- | ----------- | ------- |
| 1   | 24  | James Hunt         | Hesketh-Ford Cosworth | 1'21"5      | 1       |
| 2   | 11  | Clay Regazzoni     | Ferrari               | 1'21"6      | 2       |
| 3   | 12  | Niki Lauda         | Ferrari               | 1'22"1      | 3       |
| 4   | 7   | Carlos Reutemann   | Brabham-Ford Cosworth | 1'23"0      | 4       |
| 5   | 15  | Henri Pescarolo    | BRM                   | 1'23"1      | 5       |
| 6   | 5   | Emerson Fittipaldi | McLaren-Ford Cosworth | 1'23"2      | 6       |
| 7   | 33  | Mike Hailwood      | McLaren-Ford Cosworth | 1'23"2      | 7       |
| 8   | 19  | Jochen Mass        | Surtees-Ford Cosworth | 1'23"3      | NP      |
| 9   | 16  | Peter Revson       | Shadow-Ford Cosworth  | 1'23"6      | 9       |
| 10  | 6   | Denny Hulme        | McLaren-Ford Cosworth | 1'24"1      | 10      |
| 11  | 2   | Jacky Ickx         | Lotus-Ford Cosworth   | 1'24"2      | 11      |
| 12  | 26  | Graham Hill        | Lola-Ford Cosworth    | 1'24"6      | 12      |
| 13  | 8   | Richard Robarts    | Brabham-Ford Cosworth | 1'26"0      | 13      |
| 14  | 29  | John Nicholson     | Lyncar-Ford Cosworth  | 1'26"8      | 14      |
| 15  | 22  | Rikky von Opel     | Ensign-Ford Cosworth  | 1'27"0      | NP      |
| 16  | 52  | Peter Gethin       | Chevron-Chevrolet †   | 1'35"5      | 16      |
| 17  | 66  | Brian Redman       | Lola-Chevrolet †      | 1'35"7      | 17      |
| 18  | 56  | Guy Edwards        | Lola-Chevrolet †      | 1'35"7      | 18      |
| 19  | 62  | Ian Ashley         | Lola-Chevrolet †      | 1'36"0      | 19      |
| 20  | 65  | Vern Schuppan      | Trojan-Chevrolet †    | 1'35"7      | NP      |
| 21  | 74  | Steve Thompson     | Chevron-Chevrolet †   | 1'36"8      | 21      |
| 22  | 17  | Jean-Pierre Jarier | Shadow-Ford Cosworth  | 1'37"1      | NP      |
| 23  | 69  | Clive Santo        | March-Chevrolet †     | 1'37"8      | 23      |
| 24  | 58  | Tony Dean          | Chevron-Chevrolet †   | 1'39"0      | 24      |
| 25  | 51  | Teddy Pilette      | Chevron-Chevrolet †   | 1'39"1      | 25      |
| 26  | 53  | Keith Holland      | Trojan-Chevrolet †    | 1'39"7      | NP      |
| 27  | 64  | Mike Wilds         | March-Chevrolet †     | 1'39"0      | 27      |
| 28  | 60  | Damian Magee       | Lola-Chevrolet †      | 1'44"8      | 60      |
| 29  | 208 | Lella Lombardi     | Lola-Chevrolet †      | 1'45"4      | 29      |
| NQ  | 61  | Patrick Summer     | Trojan-Chevrolet †    | 1'50"9      | NQ      |
| NQ  | 59  | Brian Robertson    | McLaren-Chevrolet †   | 1'55"1      | NQ      |
| NQ  | 54  | Allan Kayes        | McLaren-Chevrolet †   | 2'00"0      | NQ      |
| NQ  | 55  | Bob Evans          | Lola-Chevrolet †      | senza tempo | NQ      |

## Classifica

### Resoconto
Alla domenica mattina venne disputato il warm up. Jochen Mass danneggiò la sua Surtees, che era stata appena riparata dopo l'incidente delle qualifiche. Carlos Reutemann ruppe la cinghia dell'albero a camme del motore della sua Brabham, mentre sulla vettura di Jacky Ickx ci fu la rottura del motore, dovuta alla mancanza d'olio, causata dal malfunzionamento del sistema automatico di lubrificazione; la Lotus dovette impiegare uno dei propulsori preparato per il successivo Gran Premio del Sudafrica. Un problema opposto, ovvero un motore inondato d'olio, costrinse Rikky von Opel a non partecipare alla gara.
La sessione di libere si svolse con tempo sereno, ma per la partenza della gara iniziò a piovere. La gara partì con mezz'ora di ritardo, anche per la necessità di sistemare la pista, dopo degli incidenti che si erano verificati nella gara di Formula Ford, disputata poco prima. Alla partenza James Hunt non fu capace di tenere il comando, e venne passato da Carlos Reutemann, poi Emerson Fittipaldi e le due Ferrari. Alla discesa della Druids finirono in testacoda Teddy Pilette e Mike Wilds, col secondo che terminò la gara contro le barriere.
Nel giro seguente Lauda prese la seconda posizione a Fittipaldi, mentre Hunt fece anche lui un testacoda, sempre alla Druids. Recuperò posizioni Jacky Ickx, che passò Regazzoni, che doveva guardarsi anche da Mike Hailwood e Peter Revson. Al settimo giro Niki Lauda prese il comando della gara, passando Reutemann, e distanziandolo velocemente.
Al giro 14 sia Fittipaldi che Ickx passarono Reutemann, mentre, un giro dopo, il belga passò anche Fittipaldi, posizionandosi al secondo posto, all'inseguimento di Lauda. Il pilota della Lotus riuscì a ridurre il gap dall'austriaco, grazie alla difficoltà di Lauda nell'effettuare i doppiaggi delle più lente vetture di F5000. Al giro venti Carlos Reutemann terminò fuori pista, dovendosi così ritirare.
Al giro 35, con una manovra alla Paddock Bend, Ickx sorprese Lauda e s'involò verso la vittoria. Per il belga fu il terzo successo in una gara di F1, non valida quale prova del campionato mondiale.

### Risultati
I risultati del gran premio sono i seguenti:
| Pos | No  | Pilota             | Team                  | Giri | Tempo/Ritiro          | Griglia |
| --- | --- | ------------------ | --------------------- | ---- | --------------------- | ------- |
| 1   | 2   | Jacky Ickx         | Lotus-Ford Cosworth   | 40   | 1h03'37"6             | 11      |
| 2   | 12  | Niki Lauda         | Ferrari               | 40   | + 1"5                 | 2       |
| 3   | 5   | Emerson Fittipaldi | McLaren-Ford Cosworth | 40   | +18"3                 | 6       |
| 4   | 33  | Mike Hailwood      | McLaren-Ford Cosworth | 40   | +1'18"9               | 7       |
| 5   | 12  | Clay Regazzoni     | Ferrari               | 40   | +1'26"5               | 3       |
| 6   | 16  | Peter Revson       | Shadow-Ford Cosworth  | 39   | + 1 giro              | 9       |
| 7   | 15  | Henri Pescarolo    | BRM                   | 38   | + 2 giri              | 5       |
| 8   | 62  | Ian Ashley         | Lola-Chevrolet †      | 38   | + 2 giri              | 19      |
| 9   | 74  | Steve Thompson     | Chevron-Chevrolet †   | 37   | + 3 giri              | 21      |
| 10  | 52  | Peter Gethin       | Chevron-Chevrolet †   | 37   | + 3 giri              | 16      |
| 11  | 69  | Clive Santo        | Lola-Chevrolet †      | 37   | + 3 giri              | 23      |
| 12  | 8   | Richard Robarts    | Brabham-Ford Cosworth | 36   | + 4 giri              | 13      |
| NC  | 6   | Denny Hulme        | McLaren-Ford Cosworth |      | Non classificato      | 10      |
| NC  | 208 | Lella Lombardi     | Lola-Chevrolet †      |      | Non classificata      | 29      |
| NC  | 29  | John Nicholson     | Lyncar-Ford Cosworth  |      | Non classificato      | 14      |
| NC  | 26  | Graham Hill        | Lola-Ford Cosworth    |      | Non classificato      | 12      |
| Rit | 58  | Tony Dean          | Chevron-Chevrolet †   | 38   | Incidente             | 24      |
| Rit | 60  | Damien Magee       | Lola-Chevrolet †      | 28   | Tenuta di strada      | 28      |
| Rit | 7   | Carlos Reutemann   | Brabham-Ford Cosworth | 19   | Incidente             | 4       |
| Rit | 24  | James Hunt         | Hesketh-Ford Cosworth | 4    | Incidente             | 1       |
| Rit | 51  | Teddy Pilette      | Chevron-Chevrolet †   | 1    | Testacoda             | 25      |
| Rit | 64  | Mike Wilds         | March-Chevrolet †     | 1    | Collisione            | 27      |
| NP  | 19  | Jochen Mass        | Surtees-Ford Cosworth |      | Incidente nelle prove | 8       |
| NP  | 22  | Rikky von Opel     | Ensign-Ford Cosworth  |      | Problemi tecnici      | 15      |
| NP  | 66  | Brian Redman       | Lola-Chevrolet †      |      |                       | 17      |
| NP  | 56  | Guy Edwards        | Lola-Chevrolet †      |      |                       | 18      |
| NP  | 65  | Vern Schuppan      | Trojan-Chevrolet †    |      |                       | 20      |
| NP  | 17  | Jean-Pierre Jarier | Shadow-Ford Cosworth  |      | Incidente nelle prove | 22      |
| NP  | 53  | Keith Holland      | Trojan-Chevrolet †    |      |                       | 26      |
| NQ  | 61  | Patrick Summer     | Trojan-Chevrolet †    |      |                       |         |
| NQ  | 59  | Brian Robertson    | McLaren-Chevrolet †   |      |                       |         |
| NQ  | 54  | Allan Kayes        | McLaren-Chevrolet †   |      |                       |         |
| NQ  | 55  | Bob Evans          | Lola-Chevrolet †      |      |                       |         |